# Enkratyści
Enkratyści lub enkratyci (z gr. Ἐγκρατηταί, enkratetai, „wstrzemięźliwi”) – członkowie różnych sekt gnostyckich z połowy II wieku. Założycielem jednej z nich, jak podaje Euzebiusz, był Tacjan Syryjczyk, uczeń świętego Justyna, męczennika. Innym przedstawicielem gnostyckiego enkratyzmu był Saturnin, który odrzucał małżeństwo i jedzenie mięsa.
Tacjan głosił, że Adam za grzech nieposłuszeństwa został potępiony przez Boga i że małżeństwo jest wymysłem szatana. Z tej przyczyny enkratyści wstrzymywali się (stąd nazwa) od zawierania związków małżeńskich, prokreacji, a także od picia wina i spożywania mięsa, bo uważali, że są one „dziełem szatana”. Nawet podczas sprawowania Wieczerzy Pańskiej nie pili wina, lecz wodę i dlatego zwano ich także hydropatami, hydroparastatami (ὑδροπαραστάται) lub akwarianami (łac. aquarii).
Odrzucali prawie w całości Stary Testament.
Człowiek, zgodnie z ich nauką, składa się z materii i duszy, przy czym dusza będzie nieśmiertelna tylko wtedy, gdy zostanie zaakceptowana przez Boga.